# Parco nazionale di Chréa
Il parco nazionale di Chréa (Parc National de Chréa) è un'area protetta situata nell'Algeria settentrionale, sulle propaggini dell'Atlante Telliano che si elevano immediatamente a sud di Algeri, nel cosiddetto Atlante di Blida compreso tra questa città e Médéa.

## Storia
Non molti sanno che, al principio del XX secolo, l'Algeria fu uno dei paesi precursori dei parchi nazionali, anche se con intenti essenzialmente turistici, per far scoprire al mondo le proprie bellezze sconosciute. Fu infatti a partire dal 1912 che vennero intrapresi dei lavori preparatori culminati, nel 1921, in provvedimenti generali e nel 1923 nell'istituzione del primo parco nazionale, quello di Theniet El Had, inteso a tutelare una spettacolare e rigogliosa foresta di cedri. Accanto a questi, furono elaborati altri 12 progetti di parchi che poi vennero gradualmente realizzati negli anni a venire, fino al 1931. Tra questi sorse nel 1925, nella regione d'Algeri, il parco di Chréa, della superficie di 1351 ettari, su foreste comunali prive di diritti locali di sfruttamento ma già frequentate, fin dal principio del 1900, dai primi escursionisti e turisti provenienti dalla vicina Algeri, grazie ad alcuni padiglioni che per ciò erano stati allestiti dalle autorità coloniali. Seguirono purtroppo molti sviluppi irrazionali, non sempre compatibili con la tutela dei luoghi, e quindi, anche a causa delle vicende legate all'indipendenza algerina, subentrarono anni difficili. Eppure, nonostante tutto, i parchi sopravvissero e il nuovo governo cercò anzi d'assicurarne la ripresa, rendendo il controllo delle attività forestali e del pascolo assai più rigorosi che non in precedenza. Il parco nazionale di Chréa è diventato così, malgrado la modesta estensione, una piacevole stazione estiva di media montagna, frequentata turisticamente ma anche protetta da possibili guasti dovuti all'invadenza eccessiva dei visitatori: il permesso di esercitare in alcune zone gli sport invernali, ad esempio, non viene accordato che per poche settimane ogni anno. E rappresenta insieme agli altri parchi dell'Algeria una meta di grande attrazione, al fresco delle ultime selve montane nordafricane, tanto più ricercata e gradita dai visitatori che provengono dalle calde città della costa e della pianura.

## Geografia
Questo Parco è uno dei molti luoghi nordafricani, più o meno efficacemente tutelati, dove si può osservare meglio l'aspetto originario e comprendere più a fondo l'ambiente naturale della poderosa catena montuosa maghrebina che va sotto il nome di Atlante. Si tratta d'un vasto sistema di rilievi, che segna trasversalmente l'intera Africa settentrionale, dal Marocco all'Algeria e alla Tunisia, corrugatosi in età alpina e affine alle Alpi anche per tutta una serie di caratteristiche floro-faunistiche. Esso culmina nell'Alto Atlante marocchino con la vetta sacra del Toubkal, a 4165 m, e nel complesso costituisce un'oasi privilegiata, verde e variata, nell'arida monotonia delle terre subdesertiche circostanti. Anche se la sua flora e la sua fauna sono state oggetto di sfruttamenti e distruzioni fin da epoche antichissime - e così sono scomparsi per sempre il leone berbero, il leopardo, la lince e molti altri grossi animali - l'Atlante rappresenta ancora l'estremo rifugio per gran parte delle piante e degli animali sopravvissuti ai giorni nostri: è il caso della bertuccia, o scimmia di Barberia (Macaca sylvanus), che dall'Atlante si spinge addirittura all'estrema punta d'Europa, sullo stretto di Gibilterra.

## Flora
Il parco nazionale di Chréa comprende la parte più elevata dei monti di Chréa, culminanti a 1550 m, e il picco Sidi Abdelkader di 1629 m, della suggestiva catena montana che forma un ben distinto settore dell'Atlante Telliano immediatamente a sud di Blida. L'aspetto è suggestivo, quasi alpino, inatteso nell'Africa settentrionale dove, a pochi chilometri di distanza, si stendono territori assolati e riarsi. La roccia di base è costituita da caratteristiche formazioni scistose nere, che accrescono l'interesse del paesaggio. Ciò che colpisce maggiormente l'osservatore è però la vegetazione, maestosa e imponente, e soprattutto la presenza di splendide foreste di cedro dell'Atlante (Cedrus atlantica), l'albero più rappresentativo delle montagne nordafricane, al punto che per molti la zona è nota, semplicemente, come «parco dei cedri» (anche se non è certo l'unico parco algerino a ospitare questa essenza). L'aria è impregnata d'odore di resina e i prati sono cosparsi in primavera d'un tappeto straordinario di fiori selvatici, mentre d'autunno abbondano funghi di varie specie. Accompagna la foresta di cedro uno strato inferiore di leccio, né mancano altri alberi e arbusti interessanti come il tasso, l'agrifoglio e il crespino.

## Fauna
La fauna, pur se non ricchissima, presenta qualche motivo d'interesse specialmente per la presenza di vistosi mammiferi, quali il cinghiale e lo sciacallo. Ma ben più numerosi sono gli uccelli, tra cui spiccano gli insettivori, ed è facile osservare gazze, ghiandaie e upupe di varie specie, mentre l'incontro con i rapaci e gli avvoltoi, un tempo frequentissimo, costituisce ormai una rara fortuna. Anche la fauna entomologica conserva endemismi e peculiarità di notevole interesse.